# Excalion
Excalion – fiński zespół grający głównie power metalowe i melodyjne utwory z niewielką domieszką hard rocka.

## Historia
Zespół powstał w 2000 roku (Konnevesi, Finlandia Zachodnia) po tym jak keyboardzista Jarmo Myllyvirta napisał kilka utworów, a potem postanowił je zrealizować. Szybko zebrało się paru chętnych. Początkowo, prócz pomysłodawcy byli to: Henri Pirkkalainen (perkusja), Timo Sahlberg (gitara basowa) oraz Tero Vaaja (gitara elektryczna). Pierwszym problemem zespołu było znalezienie wokalisty, jednak już w 2001 roku udało się rozwiązać ten problem, do zespołu dołączył Jarmo Pääkkönen i na jesieni gotowy był już pierwszy singel, Forlorn. W tym też mniej więcej czasie dołączył do zespołu Kimmo Hänninen, drugi gitarzysta. Rok później zespół rozpoczął pracę nad kolejnym demem, tym razem we własnym studiu. Już w 2003 prace były skończone. Po tej płycie zespół był wreszcie w stanie podpisać umowę z poważniejszym wytwórcą i wydać pierwszy album. Stało się to w 2004 roku z Sound Riot Records. Płyta nazwana została Primal Exhale, a powstała rok później, w 2005. Rok ten jest też cięższym okresem w dziejach zespołu, bowiem odeszli wtedy dwaj członkowie Kimmo Hänninen, a po nim Timo Sahlberg. Szczęśliwie wkrótce pojawił się nowy gitarzysta, Vesa Nupponen, a miejsce basisty, zajął grający dotąd na gitarze elektrycznej Tero Vaaja. Od tamtej pory zespół gra w pięcioosobowym składzie i, jak sami członkowie twierdzą, radzi sobie bardzo dobrze. W 2007, z nową wytwórnią Limb Music, ukończono pracę nad kolejnym albumem, Waterlines, który pojawił się w dwóch różnych wersjach, europejskiej i japońskiej.

## Muzycy

### Obecny skład zespołu
- Jarmo Pääkkönen – wokal
- Jarmo Myllyvirta – keyboard
- Vesa Nupponen – gitara elektryczna
- Henri Pirkkalainen – perkusja
- Tero Vaaja – gitara basowa

### Byli członkowie
- Timo Sahlberg – gitara basowa
- Kimmo Hänninen – gitara

## Dyskografia
- Primal Exhale (2005)
- Waterlines (2007)
- High Time (2010)
- Dream Alive (2017)
- Emotions (2019)
- Once Upon a Time (2023)